# Dahmaru
Dahmaru – miejscowość w Egipcie, w muhafazie Al-Minja, w dystrykcie Maghagha. W 2006 roku liczyła 12 645 mieszkańców.